# Береги (Самбірський район)
Бе́реги — село в Україні, у Самбірському районі Львівської області. Населення становить 445 осіб. Орган місцевого самоврядування — Новокалинівська міська рада
Село розкинулося на березі річки Стривігор (Стрв'яж), ще одна річка, Струга протікає безпосередньо через село.
Через село проходять автошляхи місцевого значення, регулярно курсують автобуси, які сполучають Береги із навколишніми селами та районним центром. За 5 км. від села знаходить залізнична станція Калинів.
В селі діє амбулаторія загальної практики-сімейної медицини, під керівництвом терапевта Панічковської Галини Василівни, середня загальноосвітня школа I ступеня.
У с. Береги стоїть пам’ятник Костянтину Мельнику – референту ОУН, громадсько-культурному діячеві.
Село ділиться на такі частини: Глибіство, Голодівка, Качмарство, Кінець, Японія ( в 1904. р. як згоріло село, густо забудовану частину села перенесено за село й названо її на глум Японією - бо то було під час російсько-японської війни, і першого господаря. що тут осів, Децика - названо жартівливо "японським королем"), За Стругов, Ваньовичі ( ту частину села назвали так, тому що була забудована по обох боках дороги, подібно як у селі Ваньовичах, де берегівяни відпочивали по дорозі в Карпатські гори, де їздили на возах продавати огірки).

## Історія
Найстарший документ про село Береги, який зберігся до наших часів, походить із 1490 року, за часів панування над цим краєм польського короля Казимира Ягайловича, написаний латинською мовою. Зберігся він у судових перемиських записках, які видруковано в збірнику: "Акта Ґродзкє і Зємскє" в XVIII. томі, на сторінці 285.
Та як пише в "Історії села Береги Самбірського повіту" Іван Филипчак, існує ймовірність заснування села ще за часів панування  "- Володимира Великого, чи за Володимирка Перемиського, чи може раніше ще, цього ми на певно сказати не можемо, бо на це немає писаних документів. З історії знємо тільки те, що Бабину дарував галицький князь Лев І, син короля Данила в 1292. році, (старо) самбірському єпископові. Цю даровизну потвердив пізніше в 1407. р. польський король Ягайло, а в 1548. році третій раз потвердив король Жиґмонт І.
Коли князь Лев І. подарував (старо) самбірському єпископові, що жив у Спасі, село Бабину вже в 1292. році, то видно, що село Бабина було замешкане, та загосподарене пару сот літ передтим, щоб владика мав із нього доходи. Пустої землі, якої тоді скрізь було повно, дарувати йому не міг, бо це не був би жаден княжий дар. То так приняти мусимо. що село Бабина було засноване яких 200 літ ранше ніж Самбір (новий). Щойно пізніше, коли всі лани (дворища в Бабині занято, надмір людности з Бабина і Пинян перейшов за "береги" (звідки і походить назва села) ріки Стривігору і тоді засновано там село Береги. В кожнім разі село Береги мусіло бути основане найпізніше у тому часі, коли князь Лев дарував Бабину старосамбірському владиці і разом з Бабиною творило одну парохію, мало спільного священика."
З латинського документу поміщеного в XXXIV. томі записок Наукового Товариства Шевченка визначаємо що село входило в Самбірську королівську економію, яка в той час була найбагатшою.
В давніх часах через Береги вела на Купновичі дорога зі Самбора до Львова, Вильна й Москви. Тоді, на весну 1606. року через Береги на Купновичі переїжджала величава ватага різної збиранини вояків, яку провадив самбірський воєвода Мнішек до Москви, щоб свого зятя Дмитра (Самозванця), ожененого з його дочкою Мариною посадити на царському престолі.  
В  лютому 1656 року проїжджав через Береги польський король Ян Казимир.

## Церква
Релігійна громада належить до  Української Греко-Католицької церкви, опікується нею о. Василь Мельничук.
Дерев`яна церква знаходиться у центрі Берегів, при дорозі. Найдавніші відомості про церкву походять з 1507 р. Існуюча дерев`яна церква збудована у 1864 р., хоч деякі шематизми (довідкові церковні видання) помилково датують її 1854 р. В 1856році прийшов на пароха о. Атанасій Куневич, котрий був тут парохом до 1887 р. Похоронений біля великого вівтаря коло церкви.
Будівля хрещата, квадратова нава її, ширша за рамена хреста, завершена восьмериком, накритим низькою банею з маківкою. По війні зачиненою не була. 17 жовтня 2004 року, як повідомляє katedra.org.ua, місцева греко-католицька парафія святкувала 150-ліття храму св. Івана Богослова, хоча, як видно, люди поспішили на 10 років. Сьогодні дерев`яну церкву вирішили "модернізувати" оббивши пластиковою вагонкою.

## Видатні люди
- Макар Дмитро Арсентійович (1922—2004) — український лікар, хірург, доктор медичних наук.
- Макар Іван Арсентійович (1931—2011) — український біохімік, доктор біологічних наук.
- Макар Роман Михайлович (1930—2016) — український гірничий інженер, організатор нафтової та газової промисловостей.
- Мельник Кость (псевдонім — Горський; 1907—1984) — політичний діяч української діаспори.
- Футала Лев (1922—2007) — учасник визвольних змагань УПА.

## Світлини

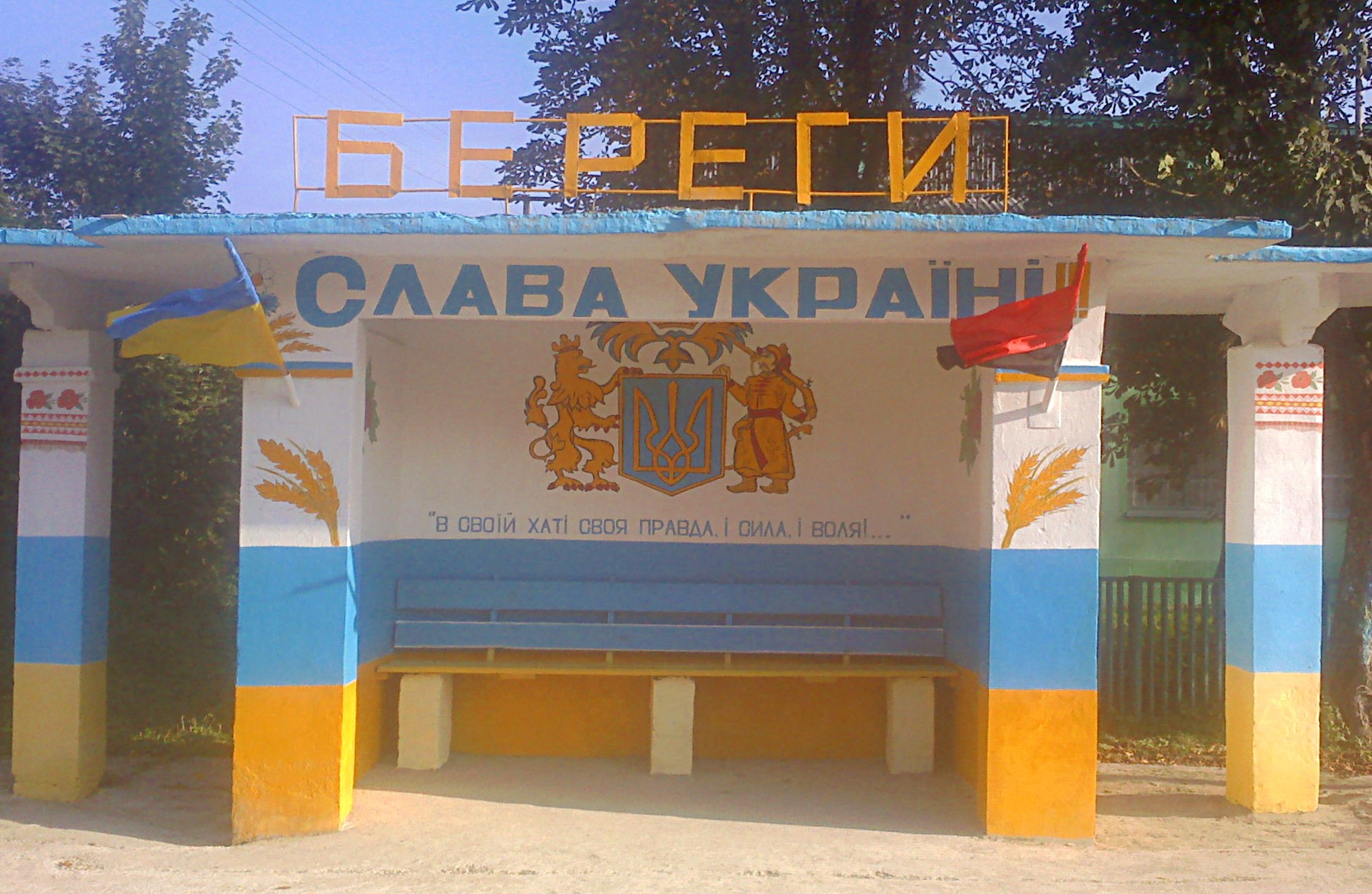
Село Береги (Зупинка автобуса)

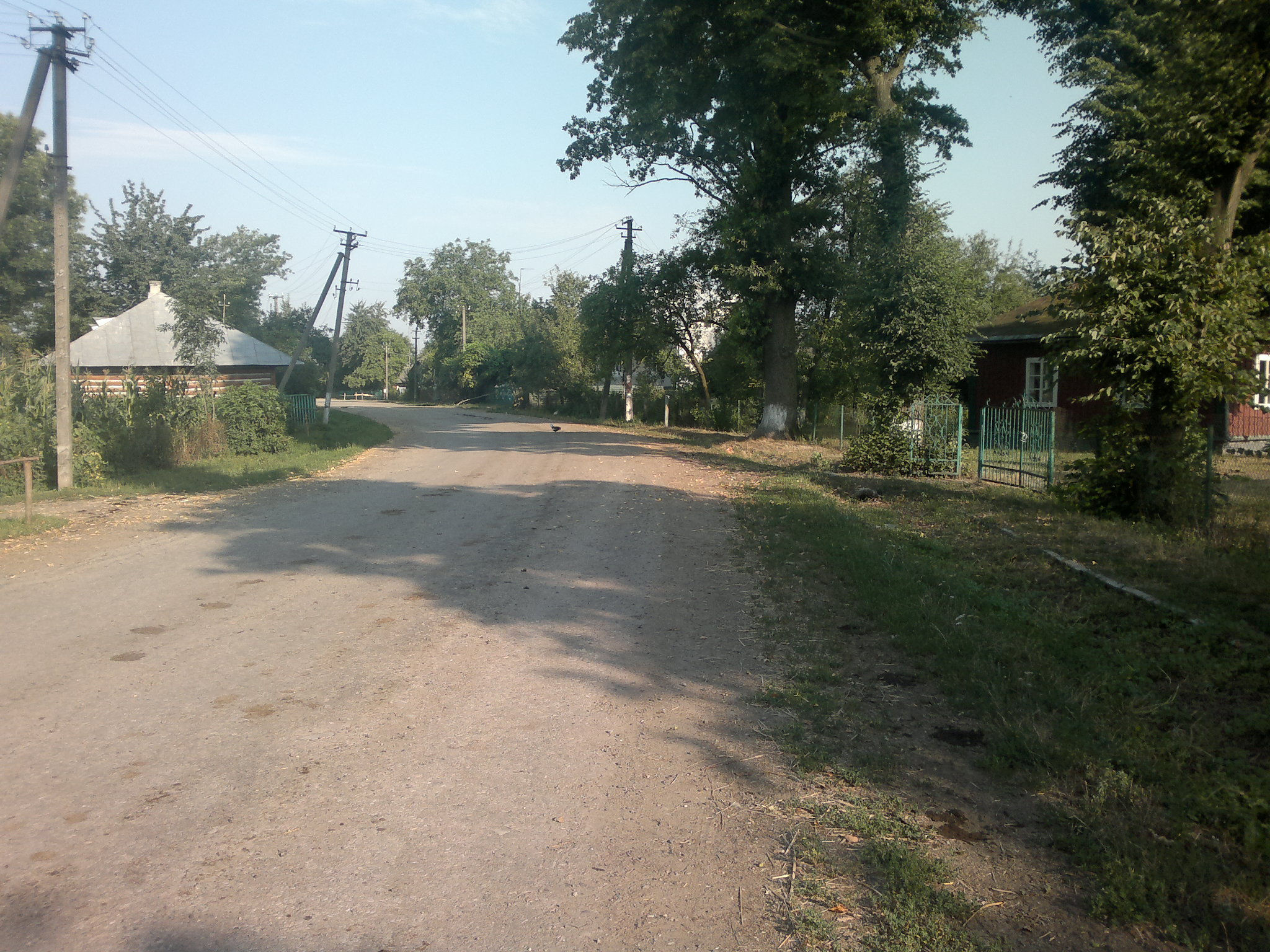
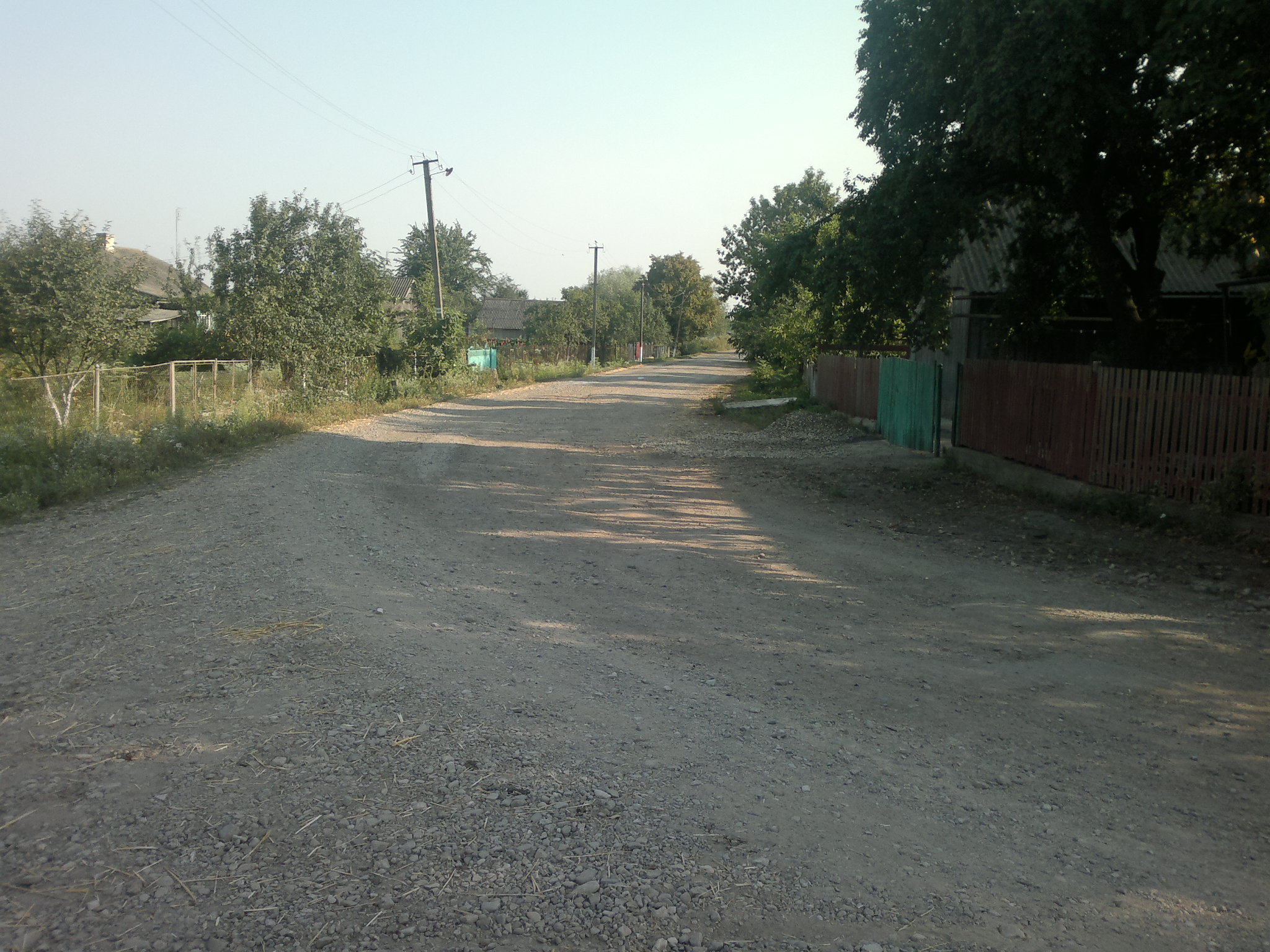
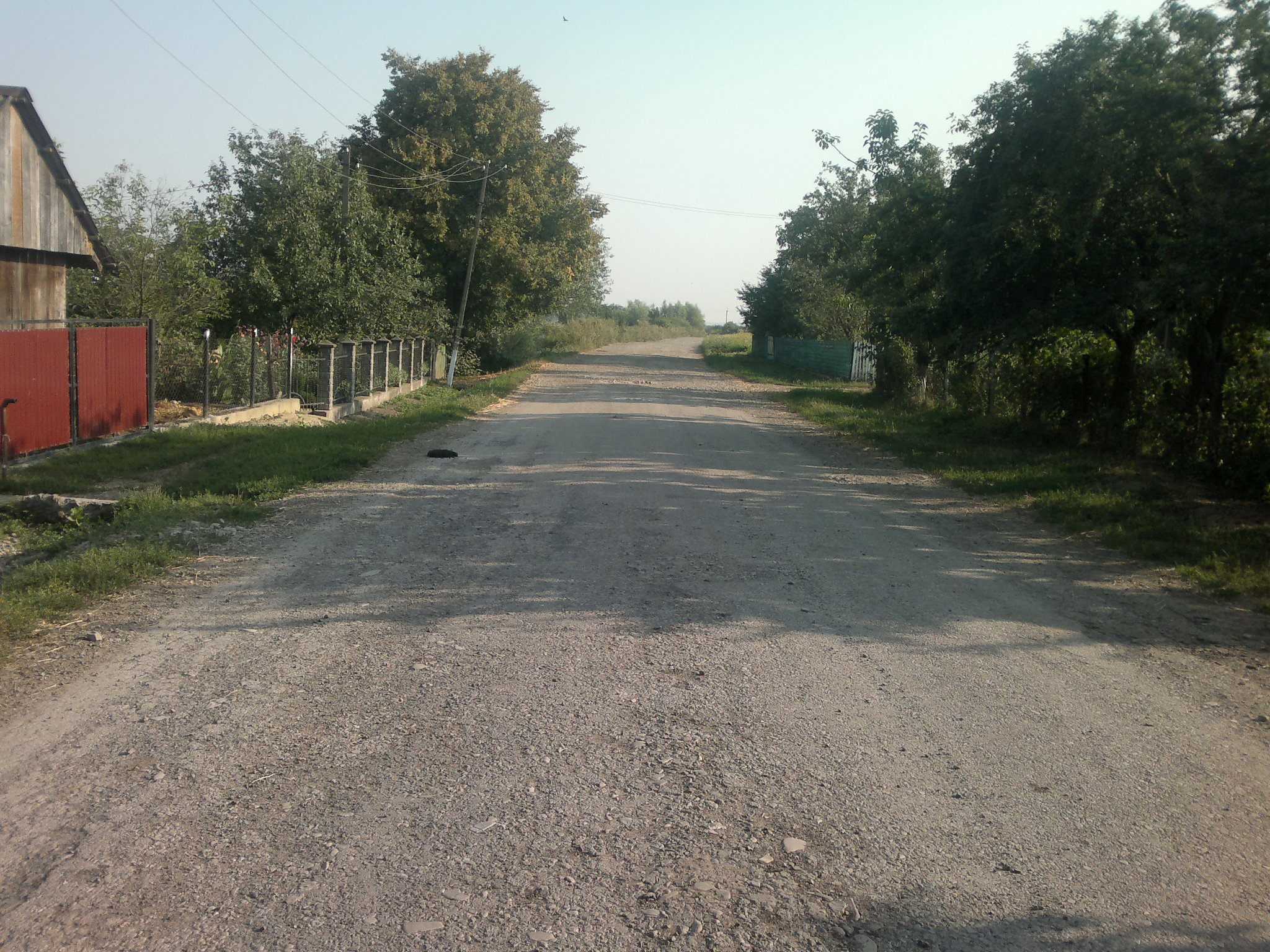
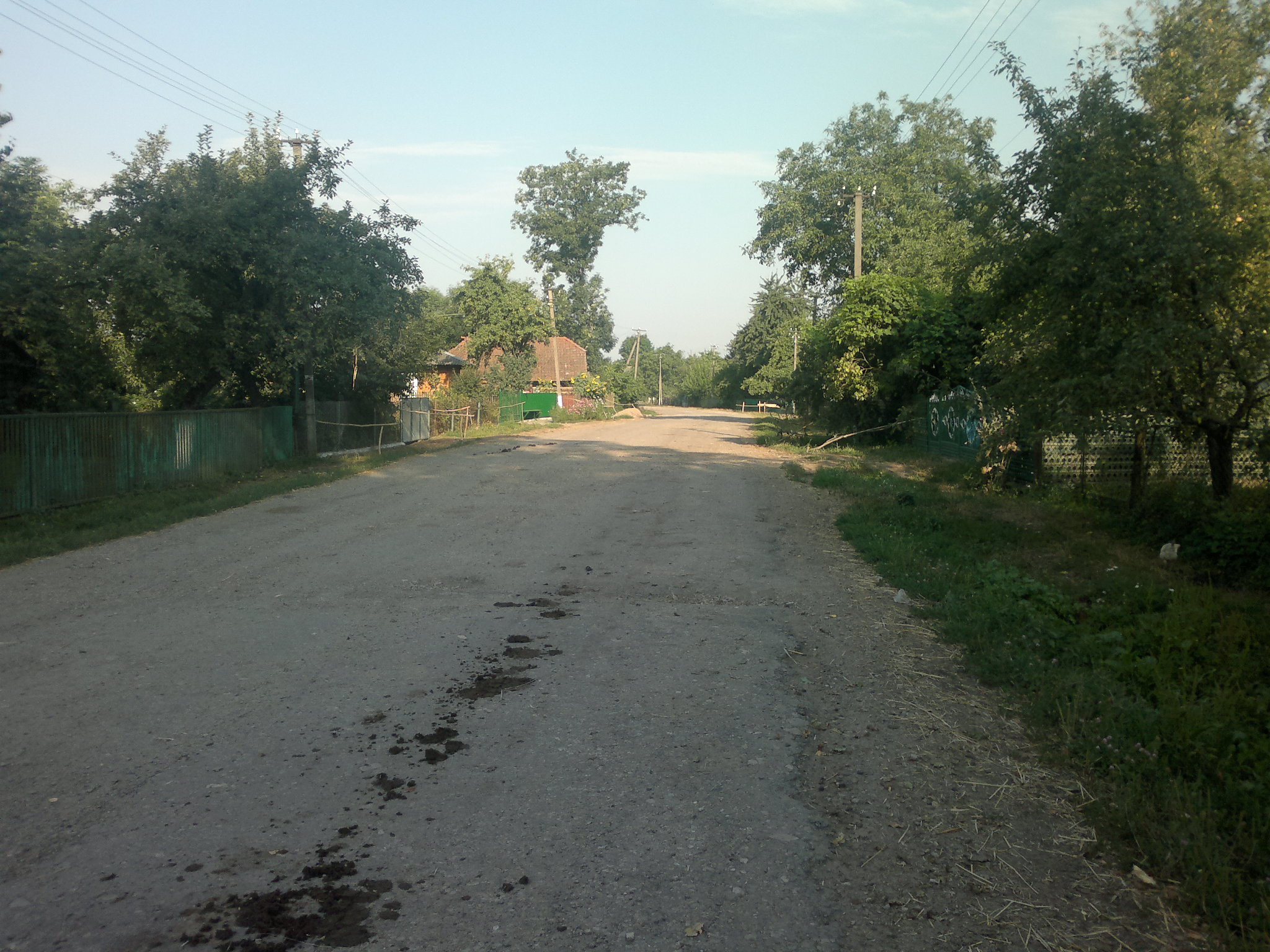
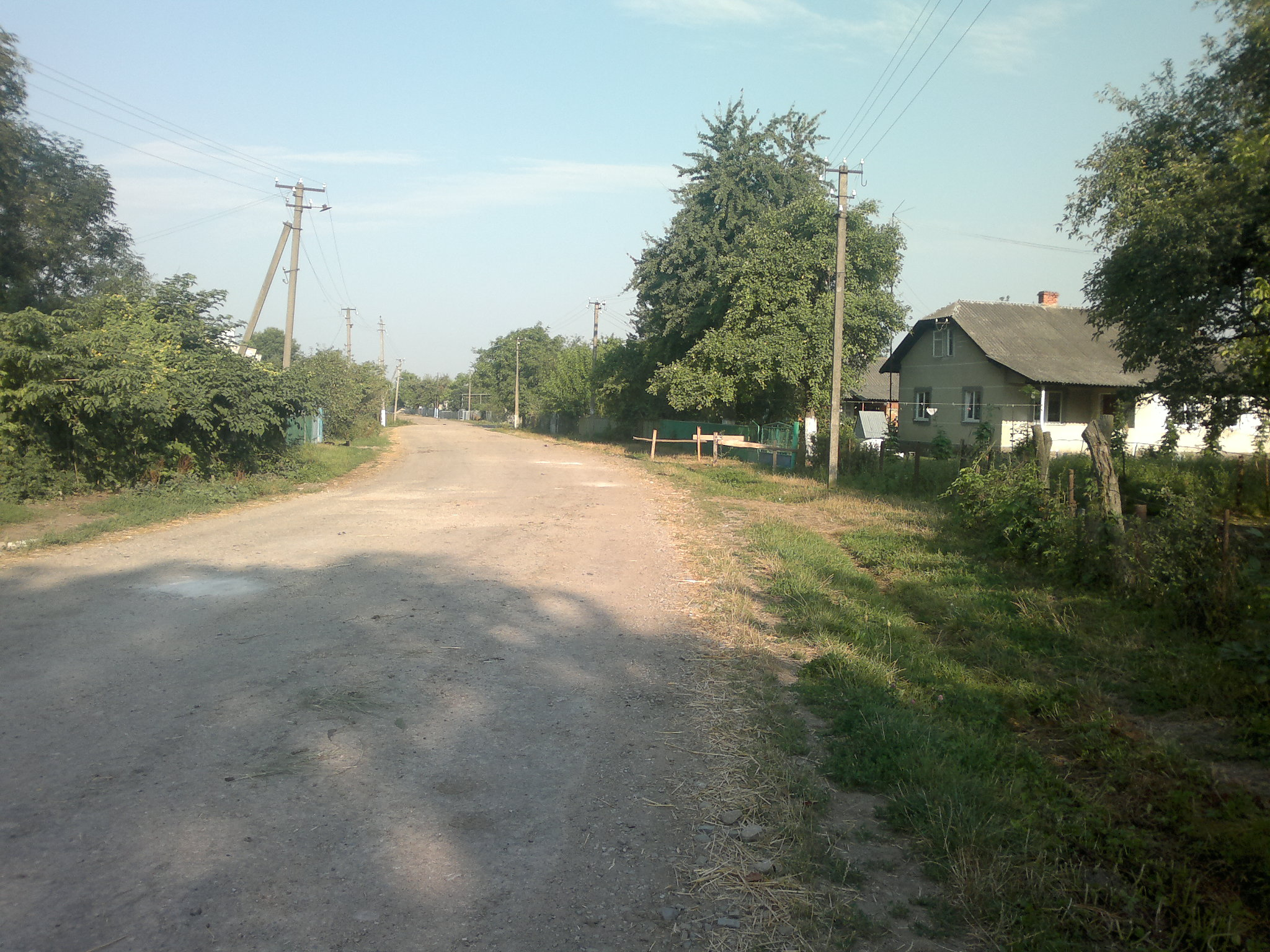
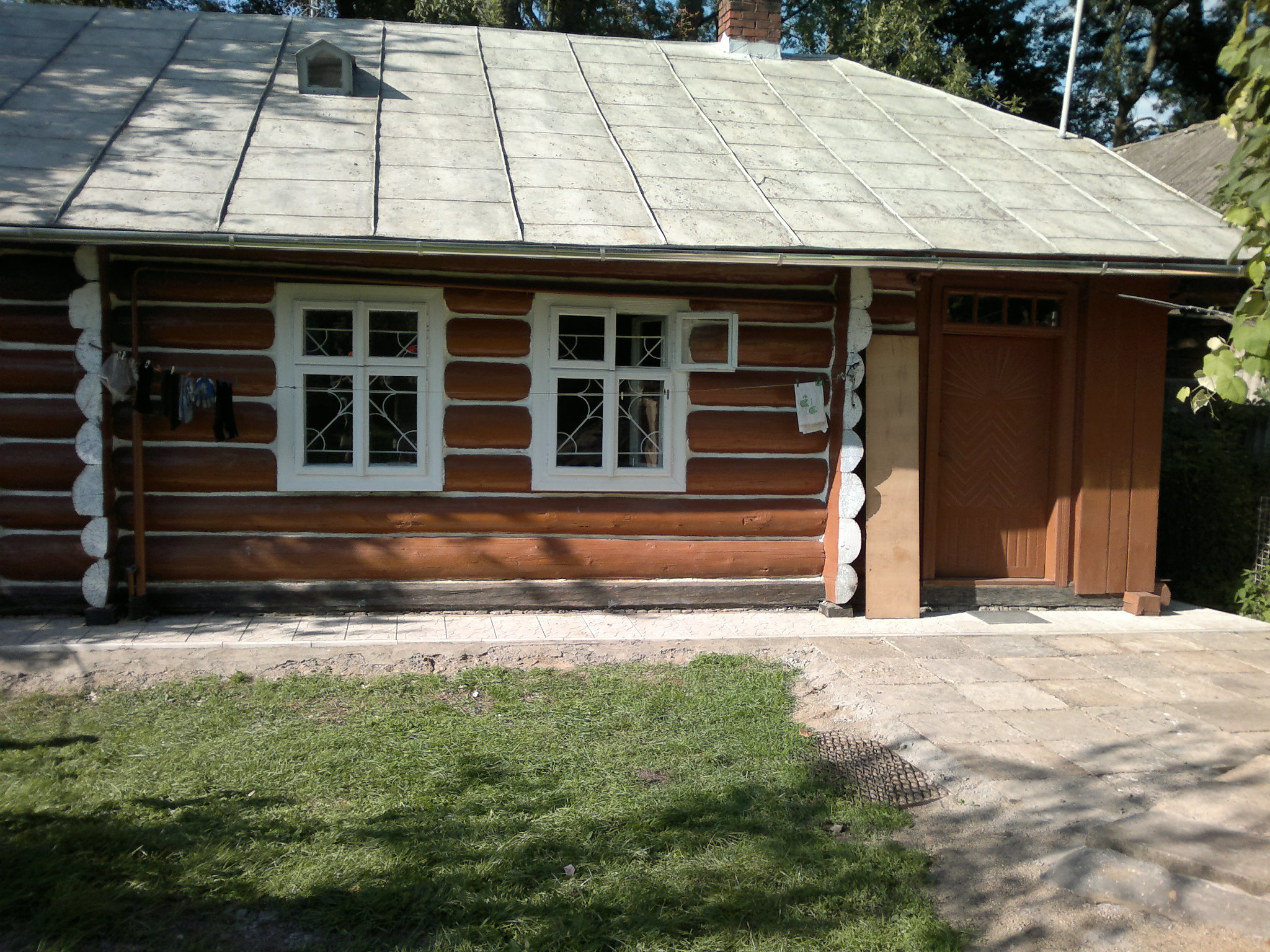
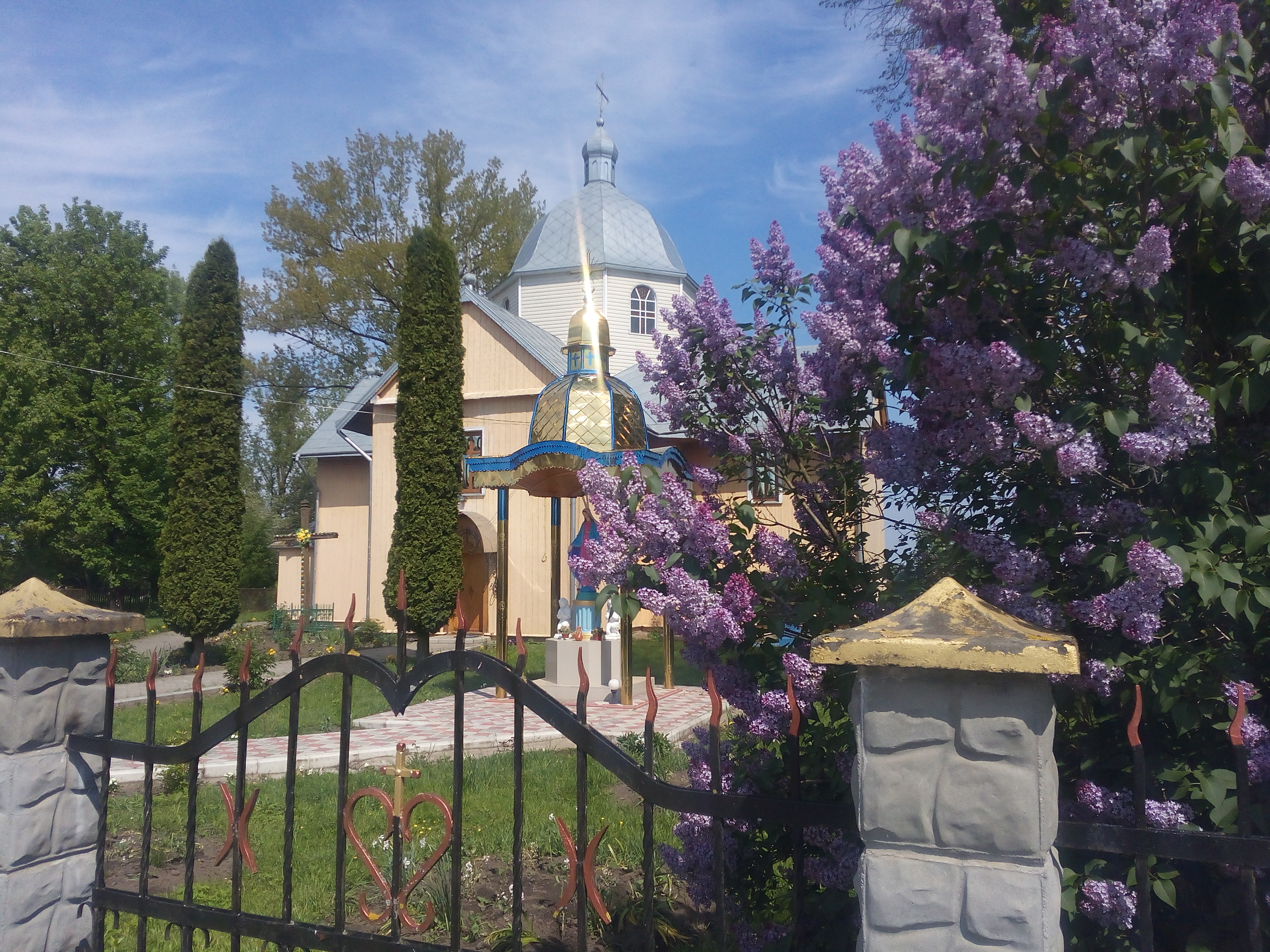
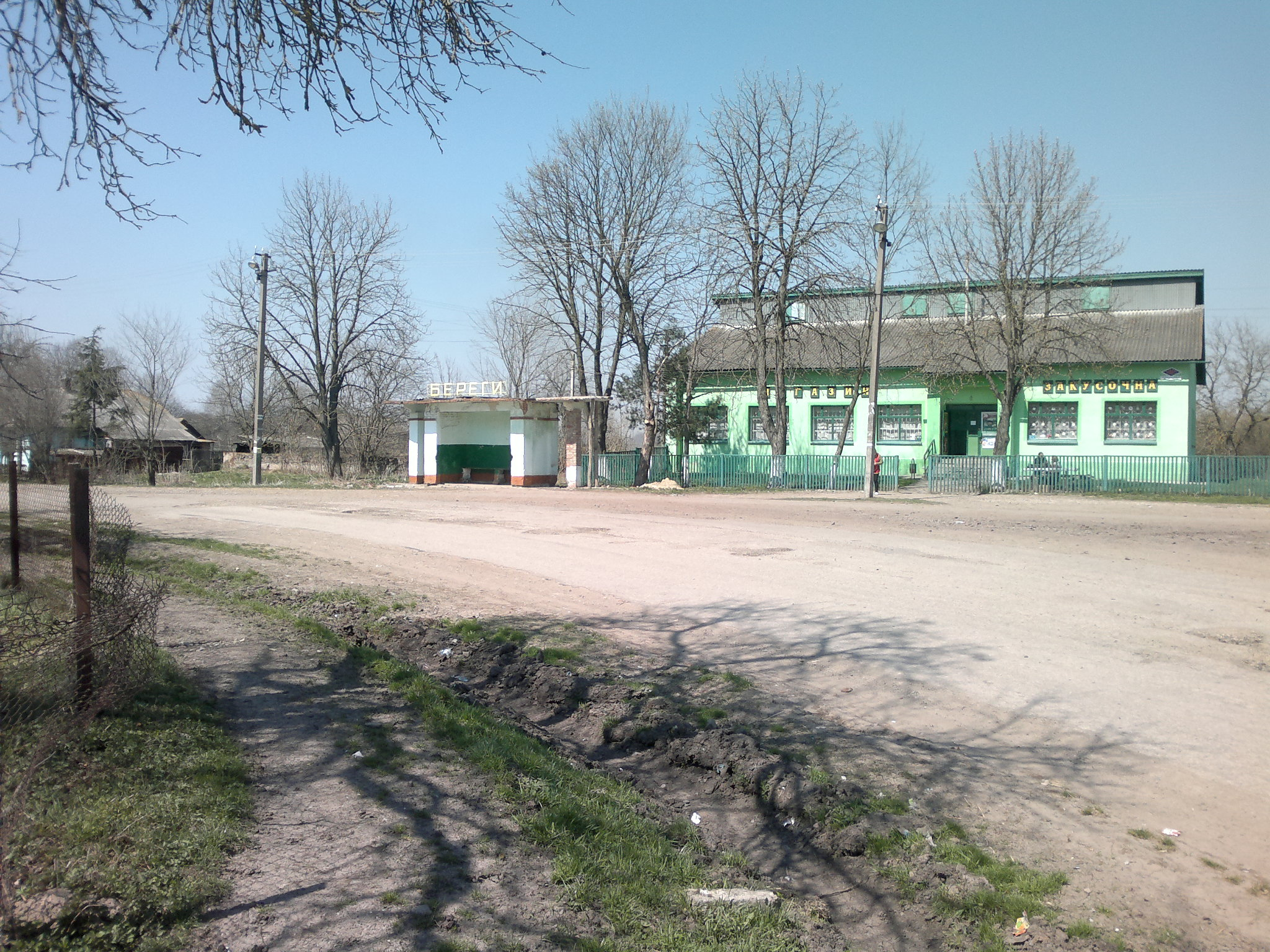

- Файл:Berehy,_Lviv_Oblast,_Ukraine_-_panoramio_(5).jpg
- Файл:Berehy,_Lviv_Oblast,_Ukraine_-_panoramio_(8).jpg
- Файл:Berehy,_Lviv_Oblast,_Ukraine_-_panoramio_(7).jpg
- Файл:Berehy,_Lviv_Oblast,_Ukraine,_81455_-_panoramio_(5).jpg
- Файл:Berehy,_Lviv_Oblast,_Ukraine_-_panoramio_(6).jpg
- Файл:Berehy,_Lviv_Oblast,_Ukraine_-_panoramio_(3).jpg
- Файл:Село_Береги_(Самбірський_рн).jpg
- Файл:С._Береги_магазин-кнайпа_-_panoramio.jpg